# UKUI
Ultimate Kylin User Interface, kortweg UKUI, is een werkomgeving voor Linux en andere op UNIX gebaseerde systemen. UKUI werd oorspronkelijk gemaakt voor Ubuntu Kylin, de Chinese uitvoering van Ubuntu, en maakt sinds 2020 gebruik van de Qt-toolkit. De werkomgeving is ook op andere Linuxdistributies te installeren.
De eerste versies van UKUI waren gebaseerd op de MATE-werkomgeving. UKUI is lichtgewicht en ook geschikt voor oudere computers. De vormgeving lijkt op die van Windows 7 en sinds 2023 ook op die van Windows 10.

## Programma's
UKUI wordt geleverd met diverse eigen programma's, waaronder een bestandsbeheerder die op Windows Verkenner lijkt, en een configuratiescherm à la dat van Windows.

## Galerij

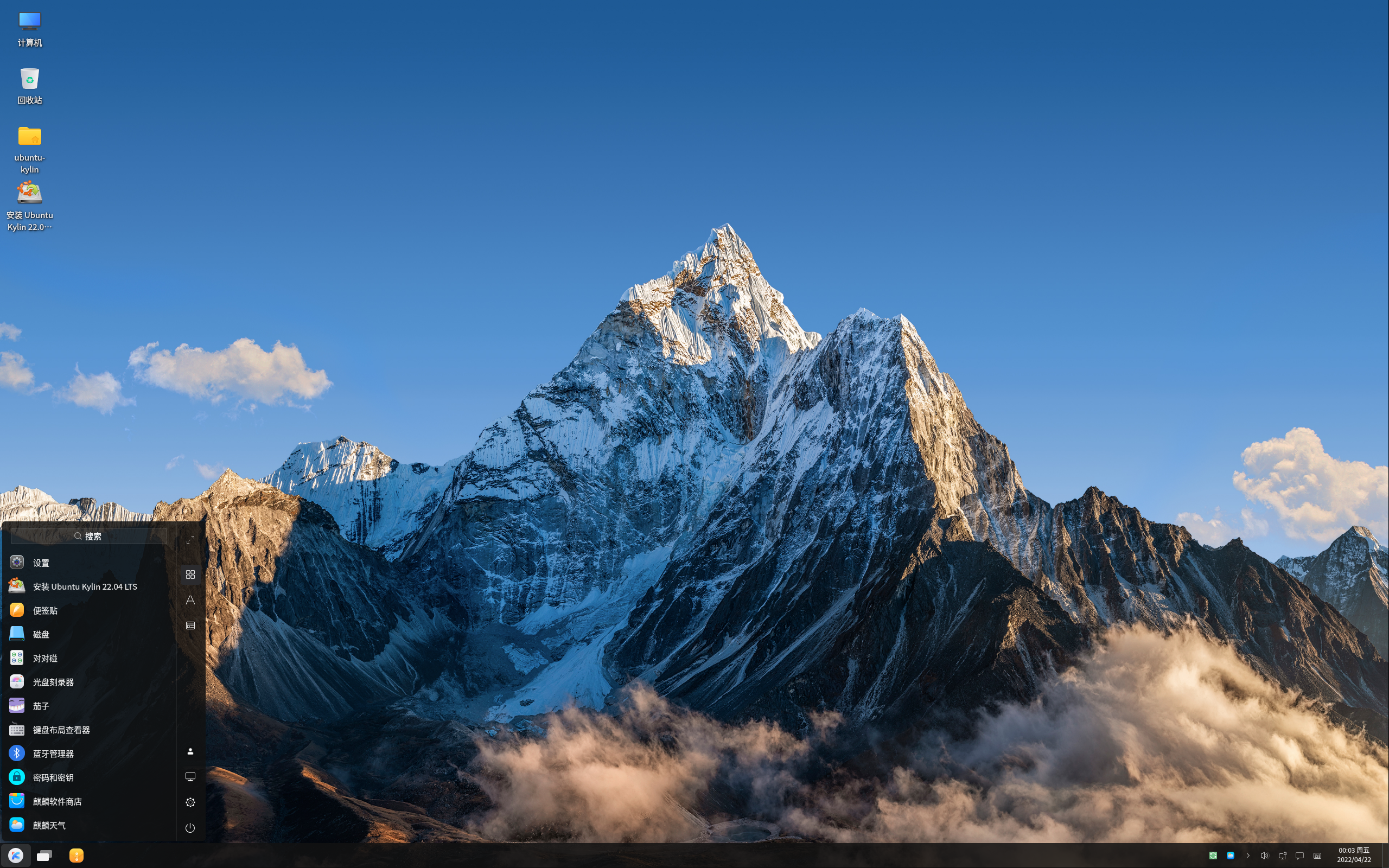
Taakbalk en startmenu in het Chinees (2021)
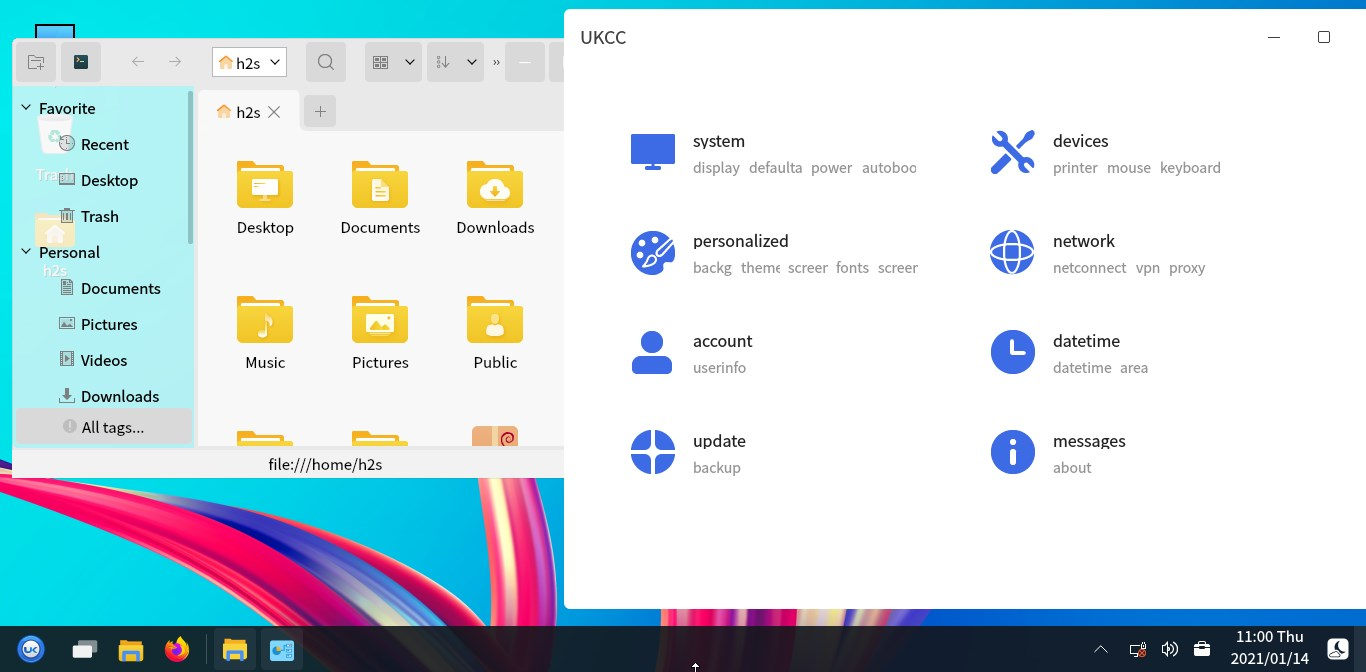
Configuratiescherm met het lichte thema (2023)